# Хохуля піренейська
Хохуля піренейська (Galemys pyrenaicus) — комахоїдний ссавець родини кротових (Talpidae).

## Поширення
Вид обмежений Піренейськими горами (Андорра, Франція та Іспанія), а також частинами північної та центральної Іспанії та північної Португалії. Проживає на висотах від рівня моря до 2500 м. Переважним середовищем проживання є швидкі гірські потоки, хоча іноді зустрічається в повільних водоймах, таких як канали, озера і болота. Вимагає чистої та добре збагаченої киснем води.

## Морфологія
Голова і тулуб довжиною від 11 до 16 см, хвіст довжиною від 12 до 16 см, вага від 35 до 80 грамів. Має довгий чутливий ніс (2 см довжиною), малі передні лапи, але великі перетинчасті задні лапи. Вони можуть закрити свої ніздрі та вуха клапанами, щоб зупинити проникнення води. Очі дуже маленькі. Тіло вкрите хутром, за винятком хвоста і носа. Забарвлення хутра зверху від сірувато-коричневого до темно-коричневого, низ зазвичай сірий. Ніс та ступні темні, майже чорні, хвіст білуватий.

## Поведінка
Веде нічний спосіб життя, полює на різноманітних ракоподібних і личинок комах. Дуже хороші плавці, хоча кігті дають їм можливість добре лазити. Агресивні щодо інших дорослих членів виду.

## Життєвий цикл
Можуть жити не менше 3,5 років. Вони розмножуються до трьох разів на рік, з періодом вагітності близько тридцяти днів. Три-чотири дитинча народжуються за раз.

## Загрози та охорона
Найбільшими загрозами є забруднення води та фрагментація середовища проживання, яке викликане будівництвом гідроелектростанцій, забором води та будівництвом гребель і водосховищ. Зміна клімату як очікується, буде серйозною загрозою для виду в найближчому майбутньому. Суворо охороняється відповідно до Бернської конвенції (Додаток II). Проживає в кількох національних парках.